# Autobuzele din Piatra Neamț
Autobuzele sunt o modalitate de transport în comun în orașul Piatra Neamț, România.

## Rețeaua actuală
Rețeaua actuală cuprinde 27 de linii de autobuz, acestea fiind:
- A1 : Gară ⇆ Gârcina / Slatina / Cuejdiu
- A2 : Sărata ⇆ Ocol
- A3 : Gară ⇆ Almas
- A4 : Gară ⇆ Chintinici
- A5 : Dărmanești ⇆ Chintinici
- A6 : Gară ⇆ Slobozia
- A7:  Gară ⇆ Cut / Brasauti
- A8 : Școlile Normale ⇆ Bisericani via Bloc Turn
- A9 : Gară ⇆ Bistrita via Gara
- A10 : Piata Centrala ⇆ Agarcia / Secu Vaduri
- A11 : Dărmanești ⇆ Speranta
- A12 : Gară ⇆ Izvoare
- A13 : Scoli Normale ⇆ Dumbrava Moara
- A14 : Sarata ⇆ Dumbrava Moara
- A15 : Sarata  ⇆ IVV via Dărmanești
- A17 : Sarata  ⇆ Scoli Normale
- A18 : Scoli Normale  ⇆ Bazar via Lamaitei
- A19 : Piata Centrala ⇆ Batca Doamnei via Strand

- M1 : Borzogheanu ⇆ Școala 9
- M2 : Borzogheanu ⇆ Dedeman
- M3 : Borzogheanu ⇆ Bloc 40
- M4 : Bloc 40 ⇆ Școala 9
- M5 : Bloc 40 ⇆ Gară ⇆ Carrefour
- M6 : Brico Depôt ⇆ Dedeman
- M7 : Sarata ⇆ Ciritei via Gara
- M8 : Valeni ⇆ Carrefour
- M8': Valeni ⇆ Scoli Normale

## Flotă

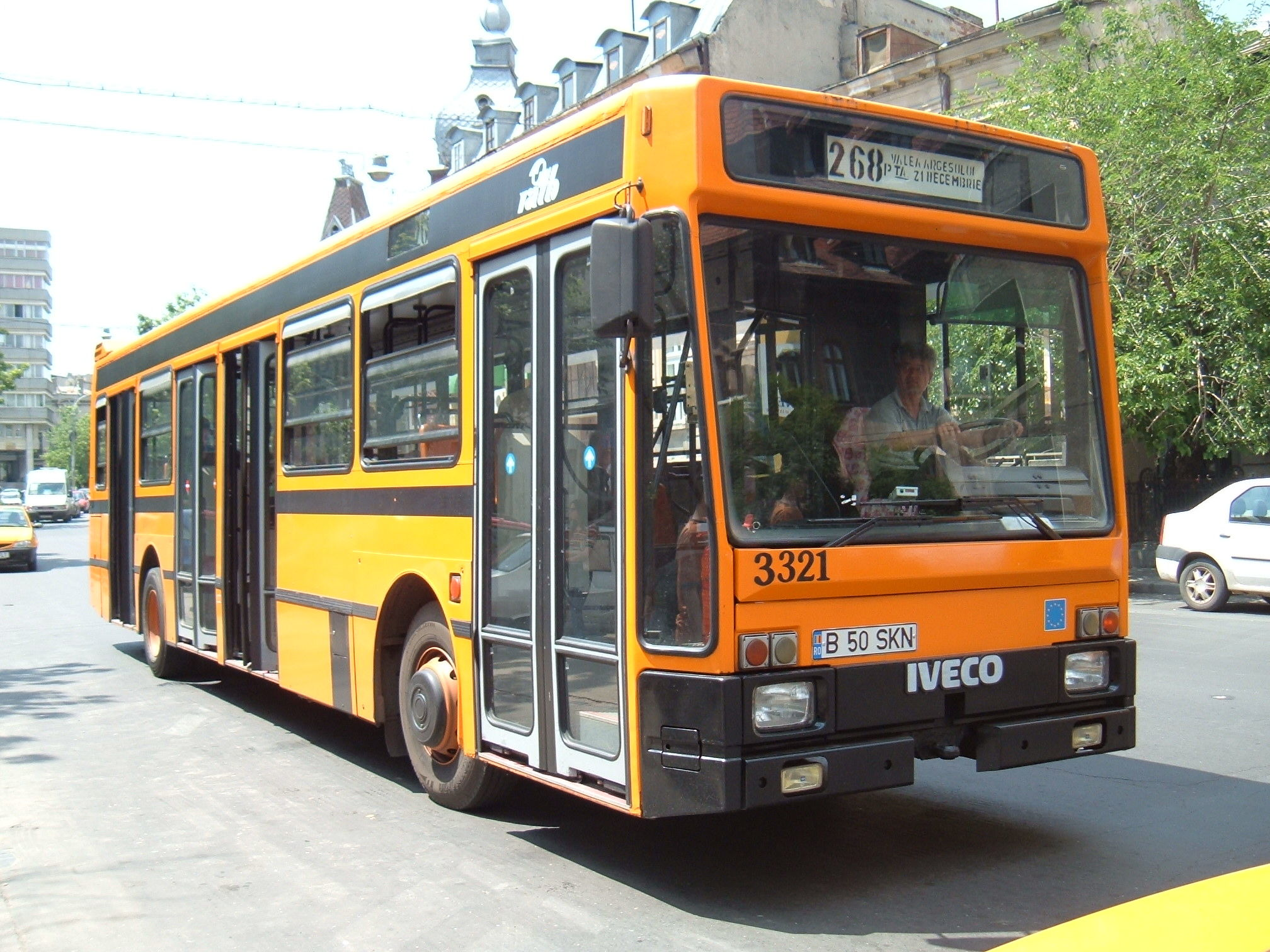
Autobuz Iveco TurboCity în București. Acest model a circulat și în Piatra Neamț, existând un singur exemplar.

S.C. Troleibuzul S.A. are în exploatare următoarele tipuri de vehicule:
- Isuzu Novociti;
- Isuzu Citibus;
- Karsan Jest;
- VDL Ambassador 200;
- Irisbus Crossway LE City 10.8;
- MAN NL313-15;
- Mercedes-Benz Citaro.